# Merchiston
Merchiston es una zona residencial situada en torno a la avenida Merchiston, al suroeste de Edimburgo (Escocia).

## Localización
Merchiston está a dos kilómetros al suroeste de la calle principal de Edimburgo, la Princess Street. Otras zonas cerca de Merchiston son Morningside (al suroeste), Burghmuirhead (al este) y Bruntsfield (al nordeste).

## Historia
La primera referencia conocida a Merchiston se encuentra en los Rollos de Hacienda de Escocia de 1266. En ese momento, Merchiston era una de las varias propiedades independientes sitas al suroeste de Burgh Muir. Alexander Napier, un rico comerciante de Edimburgo y preboste de la ciudad, compró la propiedad al rey Jacobo I en 1436. Él o su hijo, también Alexander Napier, fueron responsables de la construcción de la Torre (o Castillo) de Merchiston a mediados del siglo XV.
La Torre de Merchiston fue más tarde la residencia de John Napier, octavo laird de Merchiston e inventor de los logaritmos. La torre fue vendida por el Honorable John Scott Napier, decimocuarto Laird de Merchiston, en 1914 a la Escuela del Castillo de Merchiston y hoy forma parte de la Universidad Napier de Edimburgo.

## Personas reconocidas
En el barrio viven varias personas famosas, como Ian Rankin, Alexander McCall Smith, Lin Anderson, Colin Douglas y el comediante Dylan Moran. Incluso fue la residencia de J. k. Rowling antes de que se mudase a Killiechassie. Otro escritor, Ian Rankin, autor de las novelas del inspector Rebus, vivió en Merchiston antes de mudarse a la urbanización de Quatrermile en 2019. También han vivido en esta zona jugadores de rugby como Gavin Hastings y Scott Hastings.